# Marcel Poot
Pour les articles homonymes, voir Poot.
Marcel Poot est un compositeur belge d'expression flamande, né le 7 mai 1901 à Vilvorde, et mort le 12 juin 1988 à Bruxelles.

## Biographie
Son père, Jan Poot, était directeur du Théâtre flamand à Bruxelles.
Au Conservatoire de Bruxelles, Poot étudie l'orgue avec Gérard Nauwelaarts, la composition et l'instrumentation avec Arthur De Greef, José Sevenans, Martin Lunssens, Lodewijk Mortelmans, et Paul Gilson. Il étudie également au Conservatoire d'Anvers et poursuit ses études avec Paul Dukas à l'École normale de musique de Paris.
Après avoir achevé ses études, Poot travaille d'abord comme professeur, critique, et compositeur indépendant. En 1925, lui et plusieurs anciens élèves de Gilson constituent un groupe de musiciens appelés Les Synthétistes, dont le style se voulait l'équivalent belge du Groupe des Cinq en Russie et du Groupe des Six en France. À travers le groupe, ils ont cherché à combiner leur force, et injecter un dynamisme dans une scène musicale belge autrement conservatrice, par la composition de solides pièces contemporaines. D'autres compositeurs les ont rejoints dans ce mouvement, comme René Bernier, Francis de Bourguignon, Théo de Joncker, Maurice Schoemaker, Jules Strens, et Robert Otlet.
Poot fut un critique musical actif pendant quinze ans, ce qui l'amena à créer avec Paul Gilson le magazine La Revue musicale belge. Il collabora aussi à la revue Le Peuple.
En 1934, Poot sembla trouver le succès hors frontières presque instantanément, après qu'il eut achevé son Ouverture joyeuse, une œuvre dédiée à son ancien professeur Paul Dukas. Il composa également une œuvre conséquente pour vents et cuivres qui est souvent jouée aussi bien par des élèves que des professionnels.
En 1939, Poot est nommé maître de conférence au Conservatoire de Bruxelles, et plus tard professeur de contrepoint et d'harmonie, avant de succéder à Léon Jongen comme directeur en 1949, poste qu'il conserve jusqu'en 1966. 
En 1960, Poot crée l'Union des compositeurs belges et en devient le premier président. Il occupe ce poste jusqu'en 1972.
De 1963 à 1980, Poot préside le jury du Concours musical international Reine Élisabeth de Belgique, et compose plusieurs œuvres commandées à cette occasion, l'une d'elles étant le Concerto pour Piano et Orchestre, écrit en 1959. Il est rarement joué, mais fut exécuté en 2007, par le Valley Symphony Orchestra et le pianiste Neil Galanter. 
Il fut aussi directeur de la Chapelle musicale Reine Élisabeth de 1969 à 1976. Il a été élu à l'Académie royale des sciences, des lettres et des beaux-arts de Belgique.

## Décorations
- Officier de l'ordre de Léopold
- Officier de la Légion d'honneur

## Œuvres principales
- Sonate, pour piano (1927)
- Rondo, pour piano et orchestre de chambre (1928)
- Ouverture joyeuse (dédiée à Paul Dukas) (1930)
- Quatuor avec piano (1932)
- Légende épique pour piano et orchestre (1938)
- Moretus (1943) (Opera)
- Sinfonietta (1946)
- Octuor, pour clarinette, basson, cor,quintette à cordes (1948)
- Ballade, pour violoncelle et piano (1948)
- Quatuor à cordes (1952)
- Ballade, pour violon et orchestre (1955)
- Pygmalion, suite de ballet (1960)
- Pièce de concert pour violon et orchestre (1961)
- Impromptu, pour harpe (1963)
- Duo, pour violon et piano (1963)
- Musique pour cordes (1963)
- Concertino, pour flûte, violon et violoncelle (1963)
- Concerto grosso pour piano, violon, alto, violoncelle et orchestre (1964)
- Ballade symphonique (1976)
- Concerto pour clarinette (1977)
- Sept symphonies :
  - no 1 (1929) ;
  - no 2 (1938) ;
  - no 3 (1952) ;
  - no 4 (1972) ;
  - no 5 (1974) ;
  - no 6 (1978) ;
  - no 7 (1982).
- Deux concertos pour pianos :
  - no 1 (1959) ;
  - no 2 (1975).

## Discographie
- Marcel Poot: Symphonies Nos. 1-7, Franz André, Frédéric Devreese, Léonce Gras, Hans Rotman. NAXOS 2021 (8.574292-93)[1]

## Sources
- Dictionnaire de la musique, Marc Honegger, Bordas, 1986
- Dictionnaire de la musique française, Marc Vignal, Librairie Larousse, 1982, rééd.1988
- Traduction de l'article de Wikipedia en anglais